# 自然災害債務整理ガイドライン
自然災害債務整理ガイドライン（しぜんさいがいさいむせいりガイドライン、以下「本ガイドライン」という。）とは、個人の債務者が、自然災害の影響を受けたことによって、住宅ローン・リフォームローン等の既往債務を弁済できなくなった場合に、債権者（主として金融機関）との合意に基づき債務整理を行う場合の準則（いわゆる準則型私的整理の一種）である。正式名称は「自然災害による被災者の債務整理に関するガイドライン」。
大まかな内容としては、金融債権者への弁済を一時停止し、その間に全対象債権者が同意可能な調停条項案を取りまとめ、裁判所における特定調停の手続を利用して法的拘束力を持たせることを目標とする。
一般社団法人東日本大震災・自然災害被災者債務整理ガイドライン運営機関（以下単に「運営機関」という。）が運営を担っている。
制定当初は災害救助法の適用を受ける自然災害のみを対象としていたが、令和2年の国内における新型コロナウイルス感染症の流行が個人の経済活動にも大きな影響を与えたことに鑑み、新型コロナウイルス感染症の流行の影響により経済的苦境に立たされた債務者にも本ガイドラインに基づく債務整理を利用可能とするコロナ特則（通称「コロナ版ローン減免制度」、正式名称『「自然災害による被災者の債務整理に関するガイドライン」を新型コロナウイルス感染症に適用する場合の特則』）が制定された。

## 沿革
平成2年11月17日に発生した雲仙普賢岳の噴火や、平成7年1月17日の阪神・淡路大震災において、被災者の二重ローン問題が顕在化した。
すなわち、これらの災害によって住宅や事業用の不動産の価値が毀損し、修繕等が必要となったにもかかわらず、住宅ローン等の従前の債務がそのまま残されているがために、修繕費用等を賄うための新規借入を行うことができないか、借入を行うことができても二重のローンの支払いに苦しむことになってしまうのである。
この問題は、平成23年3月11日の東日本大震災でも現れた。そこで、政府は、平成23年6月17日、関係閣僚会合において、「二重債務問題への対応方針」を取りまとめ、「個人向けの私的整理ガイドライン」の策定を掲げた。
これを受け、法学者・弁護士・金融機関（全銀協等の業界団体を含む。）等からなる「個人債務者の私的整理に関するガイドライン研究会」が設立され、同年7月15日、「個人債務者の私的整理に関するガイドライン」が策定された。同ガイドラインは、東日本大震災の被災者である債務者のみを対象に（同ガイドライン3.(1)）、主として金融債務の整理を定める準則であったため、その後も自然災害により生じる同様の問題に対応できる体制の構築が望まれた。
そこで、平成27年9月2日、「自然災害による被災者の債務整理に関するガイドライン研究会」が発足し、同年12月、本ガイドラインを策定・公表した。
本ガイドラインは、平成28年4月1日から適用されている。
令和2年10月、本ガイドラインの適用対象災害として東日本大震災が追加された。これによって、本ガイドラインの前身ともいえる「個人債務者の私的整理に関するガイドライン」は役目を終え、令和3年3月31日限り廃止される。

## 内容

### 適用対象

#### 対象災害
東日本大震災及び平成27年9月2日より後に災害救助法の適用を受けた自然災害が対象となる（本ガイドライン第1項）。

#### 対象債務者
次の要件のすべてを備える個人である債務者（以下「対象債務者」という。）が対象となる（本ガイドライン第3項(1)）。
```
     1 住居、勤務先等の生活基盤や事業所、事業設備、取引先等の事業基盤などが災害の影響を受けたことによって、住宅ローン、住宅のリフォームローンや事業性ローンその他の既往債務を弁済することができないこと又は近い将来において既往債務を弁済することができないことが確実と見込まれること。
     2 弁済について誠実であり、その財産状況(負債の状況を含む。)を対象債権者に対して適正に開示していること。
     3 災害が発生する以前に、対象債権者に対して負っている債務について、期限の利益喪失事由に該当する行為がなかったこと。ただし、当該対象債権者の同意がある場合はこの限りでない。
     4 本ガイドラインに基づく債務整理を行った場合に、破産手続や民事再生手続と同等額以上の回収を得られる見込みがあるなど、対象債権者にとっても経済的な合理性が期待できること。
     5 債務者が事業の再建・継続を図ろうとする事業者の場合は、その事業に事業価値があり、対象債権者の支援により再建の可能性があること。
     6 反社会的勢力ではなく、そのおそれもないこと。
     7 
破産法
第252条第1項(第10号を除く。)に規定する免責不許可事由がないこと。
```

#### 対象債権者
原則として金融機関である（本ガイドライン3.(2)）。

### 本ガイドラインの特徴

#### 低廉な費用
法的整理においては、債務者は申立費用を負担する必要があるが、自宅が残っているケースでは管財事件となることが多く、与納金の金額が多額にのぼることが多い（例として、東京地裁破産再生部が運用している少額管財の適用を受けられたとしても、与納金は最低20万円必要である。）。また、資格ある専門家の支援を受けようとすれば、最低数十万円の報酬を負担する必要も生じる。
他方、本ガイドラインに基づく債務整理の申出には費用を要さず、後述する登録支援専門家に関する報酬の支払いも要さない。特定調停の申立てに要する費用（手数料及び予納郵券）は対象債務者が負担する必要があるが、手数料は多くの裁判所で500円程度と低廉である上、特定非常災害に指定されるなど一定の条件により無料との取扱いがなされることもある。

#### 信用情報機関への不登録
本ガイドラインに基づく債務整理を行っても、手続が有効に係属している限り、対象債権者から信用情報機関に報告・登録されることはない（本ガイドライン第10項(2)）。このため、債務者は、新規の借入に対するハードルを低く抑えることができる。

#### より多額の自由財産
破産手続においては、債務者が手元に残せる財産は、差押禁止財産を除き、原則99万円が上限となる（破産法第34条第3項）。
これに対し、本ガイドラインでは、差押禁止財産以外に、現預金等につき500万円、家財保険金につき250万円をそれぞれ上限の目安として残すことを認める運用がなされている。

#### 自宅の温存
破産手続においては、自宅は原則として換価処分され、自由財産とは認められない。
これに対し、本ガイドラインでは、債務者の選択により、換価処分を行うか、代わりに「公正な価額」に相当する額を弁済して自宅を温存するかを選択することができる。
ここでいう「公正な価額」は、原則的に債務整理の申出時点に財産を処分するものとして計算されるため（本ガイドラインQ&A8-5,8-2）、災害による自宅の損壊を加味して計算されることとなり、比較的低廉に抑えられることが多いと考えられる。

#### 個人保証人への原則不請求
金銭債務に人的保証が付されている場合、債権者としては保証人に対して保証債務の履行を求めることを検討することが一般的である。しかし、本ガイドラインにおいては、個人である保証人に対しては、原則として保証債務の履行は求めないこととされている（本ガイドライン第8項(5)柱書）。

#### 専門家の支援
弁護士、公認会計士、税理士及び不動産鑑定士の中から、登録支援専門家の登録が行われる（本ガイドライン第4項）。
対象債務者は、各登録支援専門家が所属する士業団体を通じて運営機関に申し出ることにより、登録支援専門家の委嘱を依頼することができる。登録支援専門家は、以下の業務を行う。ただし、一部の業務は、その性質上弁護士法第72条にいう法律事務に該当するため、弁護士である登録支援専門家でなければ行うことができない（本ガイドライン第4項(2)）。
```
     1 債務整理の申出の支援
     2 債務整理の申出に必要な書類の作成及び提出の支援
     3 調停条項案の作成の支援
     4 調停条項案の作成に係る利害関係者間の総合調整の支援
     5 調停条項案の対象債権者への提出及び同項(7)の調停条項案の対象債権者への説明等の支援
     6 特定調停の申立てに係る必要書類の作成及び特定調停の申立て後当該特定調停手続の終了までの手続実施の支援
```

登録支援専門家は公正中立な立場にあるものとされ、対象債務者の代理人ではない（本ガイドラインQ&A4-1）。また、手続の進行上、着手の申出以前に登録支援専門家の支援を受けることはできない。債務者が、あらかじめ本ガイドラインに基づく手続の見通しを知りたい場合や、法的整理に移行する可能性がある場合などは、あらかじめ別途弁護士に相談することが有益と考えられる。ただし、対象債務者は、自ら選任した代理人弁護士を登録支援専門家として指定することはできない（本ガイドラインQ&A5-6）。

### 手続の流れ

#### メインバンクへの手続着手の申出
本ガイドラインの利用を希望する個人の債務者は、メインバンク（最も多額のローンを借りている金融機関）へガイドラインの手続着手を希望することを申し出る。当該申出を受けたメインバンクは、10営業日以内に、本ガイドラインに基づく手続に着手することへの同意又は不同意の意思表示を書面により行うが、この際、申出人が前記「対象債務者」の要件のいずれかに該当しないことが明白である場合を除いて、不同意を表明することはできない。

#### 登録支援専門家の委嘱
メインバンクから同意書面を受け取った対象債務者は、登録支援専門家の委嘱を行う。この際、先述の資格に由来する業務範囲の制限（本ガイドライン第4項(2)）から、原則として弁護士である登録支援専門家の支援を委嘱することになる。

#### 債務整理の開始の申出
債務者は、登録支援専門家が委嘱を受けた後、全ての対象債権者に対し、同一の日に、本ガイドラインに基づく債務整理を書面により申し出る。この際、当該申出及び必要書類の提出は、登録支援専門家を通して行うことができる。
当該申出の時点から本ガイドラインに基づく債務整理の終了までの間、「一時停止」が発生する。この間、対象債務者は、新規の債務の負担や担保の提供が原則として禁じられ（全債権者の同意がある場合は除く。）、一部の対象債権者に対する弁済等も禁じられる。他方、対象債権者は対象債務者の与信残高を維持する必要があり、担保権実行や法的倒産手続開始の申立て等を禁じられる。
一時停止の期間は、原則として債務整理の申出の日から最大6ヶ月である。

#### 調停条項案の作成・提出
対象債務者は、登録支援専門家の支援を受けつつ、対象債権者との調停条項案を作成する。調停条項案における弁済計画は原則5年以内である必要があるなど、その内容には一定の制限がある。また、個人事業主の場合は事業見通しを内容に含める必要があるため、公認会計士である登録支援専門家の支援を受けることが望ましいとされる。
調停条項案は、原則として債務整理の申出の日から3ヶ月以内に提出する必要があるが、将来収益から弁済を考える個人事業主は4ヶ月以内となるほか、一定期間延長できる場合がある。
調停条項案の提出後、対象債務者は、登録支援専門家の支援を受けつつ、全対象債権者に対して調停条項案の説明を行う。対象債権者は、当該説明を受けた日から原則1ヶ月以内に、調停条項案に対する同意・同意見込み又は不同意の旨を書面で通知する。
期限内に全対象債権者の同意又は同意見込みが得られない場合、本ガイドラインに基づく債務整理は不成立となり終了する。

#### 特定調停の申立て・債務整理の成立
期限内に全対象債権者の同意又は同意見込みが得られた場合、対象債務者は、管轄を有する簡易裁判所に対し、特定調停の申立てを行う。当該特定調停手続において、全対象債権者が調停条項案に同意した結果当該特定調停手続が終了すれば、本ガイドラインに基づく債務整理も成立となり終了する。

### 利用状況
運営機関によれば、令和3年3月6日現在、自然災害案件で登録支援専門家を委嘱した件数は1,178件であり、そのうち債務整理が成立した件数は538件である。

## コロナ特則（コロナ版ローン減免制度）

### 適用対象

#### 対象現象
新型コロナウイルス感染症が対象となる。

#### 適用基準日
令和2年2月1日（「新型コロナウイルス感染症を指定感染症として定める等の政令（令和2年政令第11号）」の施行日）が「基準日」となる（コロナ特則第3項）。

#### 対象債務
既往債務に加え、基準日以後同年10月30日までの間に負担した一定の債務も対象となる。この点、本ガイドライン本則（以下単に「本則」という。）が、対象災害の発生日以前に負担した既往債務のみを対象としていたことと異なる。
基準日以後に負担した債務については、以下の要件を満たす必要がある。
```
    新型コロナウイルス感染症の影響による収入や売上げ等の減少に対応することを主な目的として以下のような貸付け等を受けたことに起因する債務
    1 政府系金融機関の新型コロナウイルス感染症特別貸付
    2 民間金融機関における実質無利子・無担保融資
    3 民間金融機関における個人向け貸付け
```

#### 対象債務者
次の要件のすべてを備える個人である債務者がコロナ特則の対象債務者となる（コロナ特則5.(1)）。
```
     1 新型コロナウイルス感染症の影響により収入や売上げ等が減少したこと(具体的には、基準日以前の収入や売上等に比して自然災害ガイドライン第6項(1)の債務整理開始申出日時点における収入や売上等が減少していること)によって、住宅ローン、住宅のリフォームローンや事業性ローンその他の本特則における対象債務を弁済することができない又は近い将来において本特則における対象債務を弁済することができないことが確実と見込まれること。
     2 弁済について誠実であり、その財産状況(負債の状況を含む。)を対象債権者に対して適正に開示していること。
     3 基準日以前に、対象債務について、期限の利益喪失事由に該当する行為がなかったこと。ただし、当該対象債権者の同意がある場合はこの限りでない。
     4 本特則に基づく債務整理を行った場合に、破産手続や民事再生手続と 同等額以上の回収を得られる見込みがあるなど、対象債権者にとっても経済的な合理性が期待できること。
     5 債務者が事業の再建・継続を図ろうとする事業者の場合は、その事業 に事業価値があり、対象債権者の支援により再建の可能性があること。
     6 反社会的勢力ではなく、そのおそれもないこと。
     7 
破産法
第252条第1項(第10号を除く。)に規定する免責不許可事由がないこと。
```

### 本則からの変更点

#### 住宅資金特別条項を含む調停条項案
自然災害を対象とする本則の場合とは異なり、新型コロナウイルス感染症によって自宅不動産が損壊することは通常考えられない。したがって、本則をそのまま適用しても、自宅を温存するために対象債務者が弁済すべき「公正な価額」は高額となってしまい、コロナ特則がその目的とする「債務者の自助努力による生活や事業の再建」の支援（コロナ特則第1項）には資さないこととなってしまう。
そこでコロナ特則では、調停条項案において、民事再生法第196条第4号に定める住宅資金特別条項と同様の条項を設けることを可能とした（コロナ特則第6項(1)）。

#### 自由財産の制限
本則では、現預金及び保険金につき、法的整理の場合に比して大幅に多額の自由財産を認める運用がなされている。しかしながら、コロナ特則の運用においては、自宅の損壊等が通常生じないなどの本則の適用場面とは異なる事情を考慮して、具体的な金額を定めていない。したがって、基本的には自由財産の範囲は法的整理の場合と同等となることが多いことが予想される。

### 利用状況
運営機関によれば、令和3年3月6日現在、コロナ案件で登録支援専門家を委嘱した件数は94件であり、そのうち93件は依然として手続中である。